# Di-n-propylether
Der Di-n-propylether (mitunter nur Dipropylether), ist ein Vertreter der Stoffklasse der offenkettigen Ether. Andere Vertreter dieser Ether sind beispielsweise Dimethylether und Diethylether. Er eignet sich wie andere Ether als Lösungsmittel.
Weiterhin gibt es noch zwei Isomere, den Diisopropylether und den Isopropyl-n-propylether.

## Gewinnung und Darstellung
Die konventionelle Herstellung von Di-n-propylether in der chemischen Industrie erfolgt durch die Veretherung von n-Propanol in Gegenwart von Schwefelsäure unter Abspaltung von Wasser.
Dabei handelt es sich um eine säurekatalysierte Kondensationsreaktion zweier Alkohol-Moleküle.

## Verwendung
Dipropylether wird zur Herstellung von pharmazeutischen und pyrotechnischen Erzeugnissen verwendet.